# アルハゼン (小惑星)
アルハゼン (59239 Alhazen) は、小惑星帯の小惑星である。スイスのアマチュア天文家ステーファノ・スポセッティが Gnosca の観測所で発見した。
10世紀生まれのイスラーム科学者で、光学の諸原理と科学実験に対し重要な貢献をしたイブン・ハイサムのラテン名から命名された。